# Galina Leóntieva
Galina Leóntieva (rus: Гали́на Алекса́ндровна Лео́нтьева)  (Danilovsky District, 6 de novembre de 1941 - Sant Petersburg, 4 de febrer de 2016) va ser una jugadora de voleibol russa que va competir per la Unió Soviètica durant les dècades de 1960 i 1970.
El 1968 i 1972 va guanyar la medalla d'or als Jocs Olímpics de Ciutat de Mèxic i Múnic en la competició de voleibol. En el seu palmarès també destaca la victòria al Campionat del Món de voleibol de 1970 i al Campionat d'Europa de 1967 i 1971.